# Faisà crestat de Borneo
El faisà crestat de Borneo (Lophura ignita) és una espècie d'ocell de la família dels fasiànids (Phasianidae), que habita la selva de les terres baixes de Borneo.

## Descripció
Els mascles fan fins a 70 cm de llarg amb una cresta fosca semblant a la d'un paó, plomatge negre blavós, dors marró vermellós, plomes exteriors de la cua negres, iris vermell i pell facial blava nua. La femella és de color marró amb cresta curta, pell facial blava i taques blanques i negres a la part inferior.

## Distribució
El faisà crestat de Borneo s'estén a l'est de Malàisia, Kalimantan, Indonèsia i Brunei. A principis del segle actual encara era localment comú a Sabah i Kalimantan, i es pot trobar en plantacions de palma d'alt valor de conservació, així com en la resta de boscos però se sospita que s'ha tornat considerablement més rara a causa de l'alta pressió per la caça, així com de la considerable pèrdua i degradació de l'hàbitat.

## Taxonomia
En un inici, el faisà crestat de Malàsia (Lophura rufa) es considerava una subespècie del faisà crestat de Borneo (Lophura ignita rufa) però en funció de diferències substancials en el plomatge la majoria d'autoritat taxonòmiques els van separar en espècies de ple dret.
Es reconeixen dues subespècies:
Hi ha dues subespècies; la subespècie de Borneo i l'illa de Bangka, 
- L. i. ignita (Shaw, G 1798) - península Malaia i nord i centre de Sumatra.
- L. i. nobilis (Sclater, 1863) - nord de Borneo.

Avibase i l'ITIS consideren una tercera subespècie, L . i. macartneyi (Temminck, 1813) del sud-est de Sumatra però la majoria consideren que en realitat és com un eixam híbrid entre ignite i rufa.